# 可博汗
可博汗（?—?），吐谷浑王族，可汗夸吕的儿子，被立为太子。
581年，吐谷浑侵犯凉州，隋文帝派行军元帅、乐安公元谐等率兵数万反击吐谷浑，在青海湖打败可博汗，夸吕带领亲兵逃奔远方。夸吕可汗在位时间很长，吐谷浑太子经常被夸吕可汗杀掉，太子惧怕，密谋劫持夸吕可汗降隋，遣使向隋朝边兵求援，秦州总管、河间王杨弘请朝廷派兵接应，隋文帝不同意。太子密谋泄露，被夸吕可汗杀掉，夸吕又立他的小儿子嵬王诃为太子。